# 乌干达国徽
烏干達國徽中心圖案為一面具非洲風格的盾徽，置於一對交叉的矛之上。盾上部為水紋，象徵維多利亞湖。下部為黑地，中間為太陽，下部是鼓，是當地人民召集會議和慶祝的工具。盾徽由灰冠鶴和烏干達水羚扶持，立於由尼羅河滋潤、長著咖啡和棉花的土地上。綬帶書有國家格言「為了上帝和我的祖國」。